# Meishan
För andra betydelser, se Meishan (olika betydelser).
Meishan, tidigare känt som Meizhou eller Qingzhou, är en stad på prefekturnivå i Sichuan-provinsen i sydvästra Kina. Den ligger omkring 70 kilometer söder om provinshuvudstaden Chengdu.
Meishan är känt som poeten Su Shis födelseort.
Tidigare lydde Meishan under Leshan, men orten blev ombildad till prefektur 1997 och till stad på prefekturnivå 2000.

## Administrativ indelning
Meishan består av ett stadsdistrikt som omfattar själva stadskärnan och fem härad:
- Stadsdistriktet Dongpo - 东坡区 Dōngpō qū ;
- Häradet Renshou - 仁寿县 Rénshòu xiàn ;
- Häradet Pengshan - 彭山县 Péngshān xiàn ;
- Häradet Hongya - 洪雅县 Hóngyǎ xiàn ;
- Häradet Danleng - 丹棱县 Dānléng xiàn ;
- Häradet Qingshen - 青神县 Qīngshén xiàn.

## Klimat
Genomsnittlig årsnederbörd är 1 348 millimeter. Den regnigaste månaden är juli, med i genomsnitt 306 mm nederbörd, och den torraste är december, med 13 mm nederbörd.